# Любов у квадраті
Любов у квадраті (пол. Miłość do kwadratu) — польська романтична комедія 2021 року режисера Філіпа Зільбера за сценарієм Віктора Пьонтковського та Марзанни Політ з Адріанною Хлебіцькою, Матеушем Банасюком та Мірославом Бакою в головних ролях. Дія фільму розгортається у Варшаві, Польща, і розповідає, як популярний журналіст закохується в модель, яка веде подвійне життя. Фільм випустила Netflix 11 лютого 2021 року.
Netflix оголосив у своєму листі для інвесторів у першому кварталі 2021 року, що 31 мільйон домогосподарств у всьому світі переглянули фільм.

## У ролях
- Адріанна Хлебічка — Моніка Грабарчик, вчителка школи / Клаудія, модель та акторка
- Матеуш Банасюк — Стефан Ткачик «Енцо»
- Агнешка Жулевська — Алісія
- Кшиштоф Чечот — Яцек Щепанський
- Мирослав Бака — батько Моніки
- Томаш Каролак — директор школи
- Шимон — Бартомієй Кочедофф
- Яцек Кнап — Анджей Ткачик
- Анна Смоловик — Ілона Щепанська
- Гелена Мазур — Аня Ткачик
- Себастьян Станкевич — Вісєк
- Ярослав Боберек як режисер

## Реакція
На веб-сайті агрегатора рецензій Rotten Tomatoes 17 % із шести відгуків критиків є позитивними із середнім рейтингом 4,20/10.